# José Manuel Restrepo Abondano
José Manuel Restrepo Abondano, né le 31 août 1970 à Bogota, est un économiste et homme politique colombien. 

## Biographie
José Manuel Restrepo Abondano est économiste et spécialiste des finances de l'université du Rosaire, titulaire d'une maîtrise en économie de la London School of Economics, en administration de l'Inalde Business School de l'université de La Sabana et d'un doctorat en gestion des établissements d'enseignement supérieur de l'université de Bath.
Pendant la présidence d'Iván Duque, il est successivement ministre du Commerce, de l'Industrie et du Tourisme de 2018 à 2021, puis ministre des Finances et du Crédit public de 2021 à 2022.